# Andrés Meli
Juan Andrés Meli (Godoy Cruz, 1º settembre 2000) è un calciatore argentino, difensore o centrocampista del Godoy Cruz.

## Caratteristiche tecniche
È un terzino sinistro.

## Carriera
Meli è cresciuto nel settore giovanile del Godoy Cruz, con cui ha esordito in prima squadra il 19 settembre 2021 nell'incontro di Primera División pareggiato 1-1 contro il Sarmiento (J). Il 5 gennaio 2022 ha firmato il suo primo contratto professionistico con il club biancoblù.
Nell'agosto del 2023 è stato ceduto in prestito al Central Córdoba (SdE).

## Statistiche

### Presenze e reti nei club
Statistiche aggiornate al 2 aprile 2024.
| Stagione        | Squadra               | Campionato      | Campionato | Campionato | Coppe nazionali | Coppe nazionali | Coppe nazionali | Coppe continentali | Coppe continentali | Coppe continentali | Altre coppe | Altre coppe | Altre coppe | Totale | Totale | Totale |
| Stagione        | Squadra               | Comp            | Pres       | Reti       | Comp            | Pres            | Reti            | Comp               | Pres               | Reti               | Comp        | Pres        | Reti        | Pres   | Reti   |        |
| --------------- | --------------------- | --------------- | ---------- | ---------- | --------------- | --------------- | --------------- | ------------------ | ------------------ | ------------------ | ----------- | ----------- | ----------- | ------ | ------ | ------ |
| 2021            | Godoy Cruz            | PD              | 1          | 0          | CA+CdL          | 0               | 0               |                    | -                  | -                  |             | -           | -           | 1      | 0      |        |
| 2022            | Godoy Cruz            | PD              | 4          | 0          | CA+CdL          | 0               | 0               | CS                 | 0                  | 0                  |             | -           | -           | 4      | 0      |        |
| 2023            | Godoy Cruz            | PD              | 20         | 0          | CA              | 2               | 0               |                    | -                  | -                  |             | -           | -           | 22     | 0      |        |
| 2023            | Central Córdoba (SdE) | PD              | -          | -          | CA+CdL          | 0+9             | 0               |                    | -                  | -                  |             | -           | -           | 9      | 0      |        |
| 2024            | Central Córdoba (SdE) | PD              | 0          | 0          | CA+CdL          | 0+8             | 0               |                    | -                  | -                  |             | -           | -           | 8      | 0      |        |
| Totale carriera | Totale carriera       | Totale carriera | 25         | 0          |                 | 19              | 0               |                    | -                  | -                  |             | -           | -           | 44     | 0      |        |